# Iglesia episcopal en Colombia

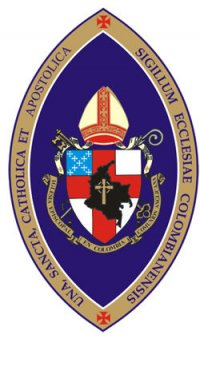
Escudo de la Iglesia Episcopal en Colombia. Aprobado bajo resolución n.º 01 en la 43.ª convención diocesana realizada en Medellín, Antioquia, 2008.

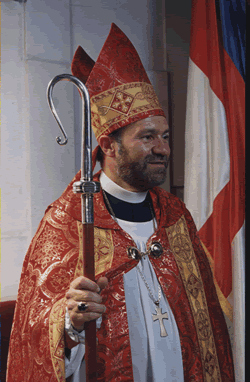
Rvdmo. Francisco Duque Gómez, obispo diocesano de la Iglesia episcopal en Colombia.

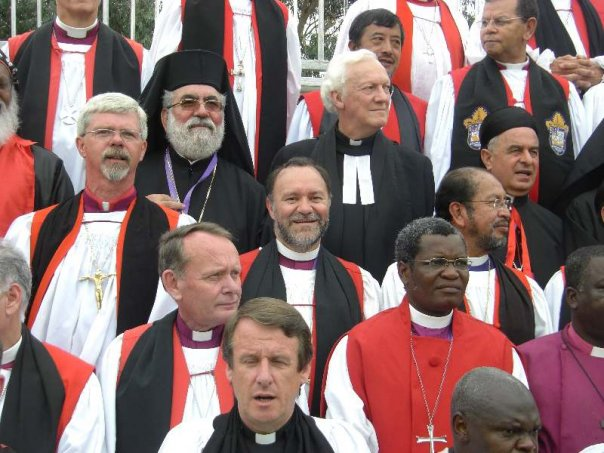
En la fotografía, entre otros, el obispo Duque, el arzobispo de York, el secretario general del ACC, el arzobispo católico en Medio Oriente, el arzobispo ortodoxo de Chipre, el obispo primado de México, el obispo anglicano en la India, el obispo auxiliar en Los Ángeles y algunos primados de provincias anglicanas.

La Iglesia Episcopal en Colombia es una iglesia de la Comunión anglicana. La diócesis comprende 12 parroquias, 15 misiones y 8 estaciones de predicación en Colombia. Forma parte de la IX provincia de la Iglesia Episcopal en los Estados Unidos. Su sede principal está ubicada en Bogotá.

## Historia
La Iglesia episcopal en Colombia se inició como una capellanía al servicio de los extranjeros de habla inglesa residentes en el país. Por ello, la jurisdicción pastoral pasó sucesivamente de las Islas Malvinas, a Jamaica, a Honduras británica y finalmente a Panamá.
Fue el misionero White Hocking Stirling, de las Islas Malvinas, quien habiendo sido consagrado en 1869 en Londres, asumió la responsabilidad  de supervisar pastoralmente a Colombia. Las Islas Malvinas era el único territorio en el continente americano donde podía instalarse legalmente un obispo inglés. Desde una residencia tan remota, difícilmente podía el obispo visitar las misiones o capellanías de Colombia, pero se servía de sacerdotes residentes en Panamá.
El reverendo James Crack Morris, consagrado obispo el 5 de febrero de 1920, estuvo a cargo del distrito misionero de Panamá y de la Zona del Canal de Panamá. Hizo su primera visita a Colombia en marzo de 1921. La crisis financiera y laboral de los años 1927-1929 diezmaron la presencia misionera, porque la gente se vio obligada a emigrar a otros lugares en búsqueda de trabajo. El obispo Morris murió en 1930 y la diócesis de Panamá estuvo vacante hasta que fue elegido y consagrado el obispo Harry Beal el 13 de enero de 1937. Dos años después de su consagración, Beal hizo su primera visita pastoral a Colombia, en 1939.
En 1944 el obispo Beal envió a Colombia al reverendo George F. Packard para una visita de dos semanas. El informe que dio motivó de tal manera al consejo nacional de la iglesia que aprobó la reapertura del trabajo en Colombia en febrero de 1945. Todo estaba preparado para el agresivo plan misionero que se iniciaría ese mismo año. 
En 1946, el arzobispo de Canterbury, Geoffrey Fisher, pasó el cuidado pastoral de las iglesias de Colombia y Ecuador al obispo Henry Sherrill, presidente de la Iglesia episcopal en los Estados Unidos, quien puso a los dos países bajo el cuidado pastoral del obispo Reginal Heber Gooden (1946-1963). El trabajo en Colombia habría de crecer mediante la estrategia de Gooden.
El templo más importante de la diócesis es el de San Alban inaugurado en la Pascua de Resurrección de 1958. 
A principio de los años sesenta se hizo evidente para el obispo Gooden que el ministerio debía extenderse hacia los nacionales si se quería un mayor crecimiento de la iglesia. El 13 de abril de l961 el obispo celebró la primera misa en español en Barranquilla. Diez días después, ofició un bautismo en español en Cali. Es de señalar que los misioneros de habla inglesa que entraban a Colombia lo podían hacer con la condición de ministrar pastoralmente sólo a los extranjeros.
En 1963 es erigida la diócesis episcopal de Colombia. Colombia quedaba desligada del distrito misionero de Panamá y de la Zona del Canal. En aquellos momentos la membresía de la diócesis era, en un porcentaje muy alto, extranjera, hablaba en un 99 por ciento en inglés.  La primera convención diocesana de la diócesis de Colombia fue presidida por el obispo David Reed en Barranquilla entre el 18 y el 20 de mayo de 1964. En esta convención, el obispo Reed trazó los objetivos de su ministerio: crear una iglesia fuertemente pastoral, hacer una iglesia colombiana en idioma español, ser una iglesia ecuménica, participar en la misión mundial de Dios, confiar en el laicado para el ejercicio de un ministerio de vanguardia en el trabajo social. El primer sacerdote colombiano, Oscar Pineda Suárez, es ordenado en Guayaquil, Ecuador, por el obispo Reed, en 1964. El primer diácono colombiano fue Samuel Pinzón Gil. 
El proceso de indigenización de la iglesia se logró paulatinamente. La diócesis contaba en 1965 con cinco sacerdotes norteamericanos, un británico y dos colombianos. En l969 los sacerdotes colombianos eran seis, los norteamericanos cuatro y un español. La membresía extranjera había decaído a un 65 por ciento.

## Obispos
- David Reed (1964-1972): primer obispo diocesano de la Iglesia espicopal de Colombia. Después de veinte años de labor misionera y fundar nueve parroquias y otras tantas misiones, se retiró de la diócesis en 1972 para ejercer como obispo coadjutor en Kentucky.
- Alfred Franklin (1972-1978): nacido en Londres el 16 de julio de 1906. Rector de San Albán hasta el día de su elección. Franklin fue elegido como obispo de transición debido a las dificultades del clero diocesano para ponerse de acuerdo en el nombramiento de un obispo colombiano.
- Bernardo Merino Botero (1979-2002): nació el 13 de mayo de 1930 en Colombia. Fue consagrado obispo el 29 de junio de 1979. Ejerció su episcopado hasta el 13 de mayo de 2002  cuando llegó a la edad de retiro obligatorio.
- Francisco Duque Gómez (2001-2022): nacido el 17 de septiembre de 1950 en el denominado “Eje Cafetero” de Colombia. Miembro de una familia de 13 hermanos, de los cuales él es el menor. Adelantó estudios de derecho y ciencias sociales en Bogotá y luego fue catedrático en diferentes centros universitarios. Es ordenado sacerdote el 8 de diciembre de 1987. Sirvió como sacerdote obrero en varias parroquias y misiones de Bogotá. El 2 de febrero de 2001 fue elegido por unanimidad como obispo coadjutor  y consagrado el 14 de julio del mismo año en la parroquia San Albán. Fue el primer hispano y extranjero nominado por la cámara de obispos de la Iglesia Episcopal en los Estados Unidos, reunida en marzo de 2006, para ser obispo primado de la Iglesia en los Estados Unidos.
- Pastor Elías García (2023-presente): Consagrado el 18 de febrero de 2023. Antiguo párroco de la parroquia de San Lucas en Medellín. Fungió como presidente del Comité permanente desde el año 2018, hasta abril del 2022; de igual forma perteneció al Comité de Finanzas de la diócesis de Colombia desde el año 2020 hasta el año 2021. [1]

## Ecumenismo
La Iglesia episcopal en Colombia participa en varias organizaciones ecuménicas: 
- Confederación Colombiana de Libertad Religiosa, Conciencia y Culto (CONFELIREC): confederación que busca la igualdad de condiciones para todas las iglesias en Colombia. Es una entidad consultiva del gobierno colombiano en materia de libertad e igualdad religiosa.
- Red Ecuménica de Colombia: un espacio conformado por algunas iglesias y organizaciones cristianas con presencia en Colombia.
- Consejo Latinoamericano de Iglesias (CLAI): una organización de iglesias y movimientos cristianos que promueve la unidad entre los cristianos del continente.